# Route nationale 723
Pour les articles homonymes, voir Route 723.
La route nationale 723 ou RN 723 était une route nationale française reliant La Patte-d'Oie à Sancerre. À la suite de la réforme de 1972, elle a été déclassée en RD 923.

## Ancien tracé de la Patte-d'Oie à Sancerre (D 923)
- La Patte-d'Oie, commune de Saint-Gervais-la-Forêt
- Mont-près-Chambord
- Bracieux
- Neuvy
- Neung-sur-Beuvron
- La Ferté-Beauharnais
- Lamotte-Beuvron
- Brinon-sur-Sauldre
- Aubigny-sur-Nère
- Oizon
- Dampierre-en-Crot
- Vailly-sur-Sauldre
- Thou
- Jars
- Menetou-Râtel
- Sancerre

- Traversée de Neung-sur-Beuvron
- et de la Ferté-Beauharnais via la D 923.